# Mother Earth
Mother Earth é o segundo álbum de estúdio da banda de metal sinfônico, Within Temptation, lançado a 21 de Agosto de 2001 na Europa, 4 de dezembro de 2000 nos Países Baixos e 5 de agosto de 2008 nos Estados Unidos da América. O álbum rapidamente se tornou um sucesso em algumas partes da Europa, sendo disco de platina nos Países Baixos e de ouro na Bélgica, ganhando vários prêmio TMF. o álbum, até o momento, vendeu 750.000 cópias na Europa.
Em 2020, a revista Metal Hammer o elegeu como um dos 20 melhores álbuns de metal de 2000.

## Faixas
1. "Mother Earth" - 5:29
2. "Ice Queen" - 5:20
3. "Our Farewell" - 5:18
4. "Caged" - 5:47
5. "The Promise" - 8:00
6. "Never-Ending Story" - 4:02
7. "Deceiver of Fools" - 7:35
8. "Intro" - 1:06
9. "Dark Wings" - 4:14
10. "In Perfect Harmony" - 6:58

Faixas bónus
Edição limitada 2 discos (2000)
1. "World of Make Believe" - 4:45

Edição alemã especial estendida (2003)
1. "Deep Within" (ao vivo 2002) - 4:21
2. "The Dance" (ao vivo 2002) - 5:12
3. "Restless" - 5:38
4. "Bittersweet" - 3:21

Edição alemã padrão (2003)
1. "Restless" (single version) - 4:43
2. "Bittersweet" - 3:21
3. "Enter" (ao vivo em Utrecht 1998) - 6:39
4. "The Dance" (ao vivo em Utrecht 1998) - 4:53

Edições Roadrunner Records (RU 2007) e (EUA 2008)
1. "Deceiver of Fools" (ao vivo)
2. "Caged" (ao vivo)
3. "Candles" (ao vivo)
4. "Ice Queen" (ao vivo)

## Recepção comercial

### Paradas
| Parada (2000–2003)                    | Maior colocação |
| ------------------------------------- | --------------- |
| Áustria (Ö3 Austria Top 40)           | 30              |
| Bélgica (Ultratop Flandres)           | 3               |
| Países Baixos (Dutch Charts)          | 3               |
| Alemanha (Offizielle Deutsche Charts) | 7               |
| Noruega (VG-lista)                    | 11              |
| Suíça (Schweizer Hitparade)           | 70              |
| Parada (2004)                         | Maior colocação |
| Bélgica (Ultratop Flandres)           | 84              |
| Parada (2005)                         | Maior colocação |
| Bélgica (Ultratop Flandres)           | 99              |

| Parada (2002)                      | Colocação |
| ---------------------------------- | --------- |
| Belgian Albums (Ultratop Flanders) | 19        |
| Dutch Albums (MegaCharts)          | 9         |
| Chart (2003)                       | Position  |
| German Albums (Offizielle Top 100) | 48        |